# Clematishuset

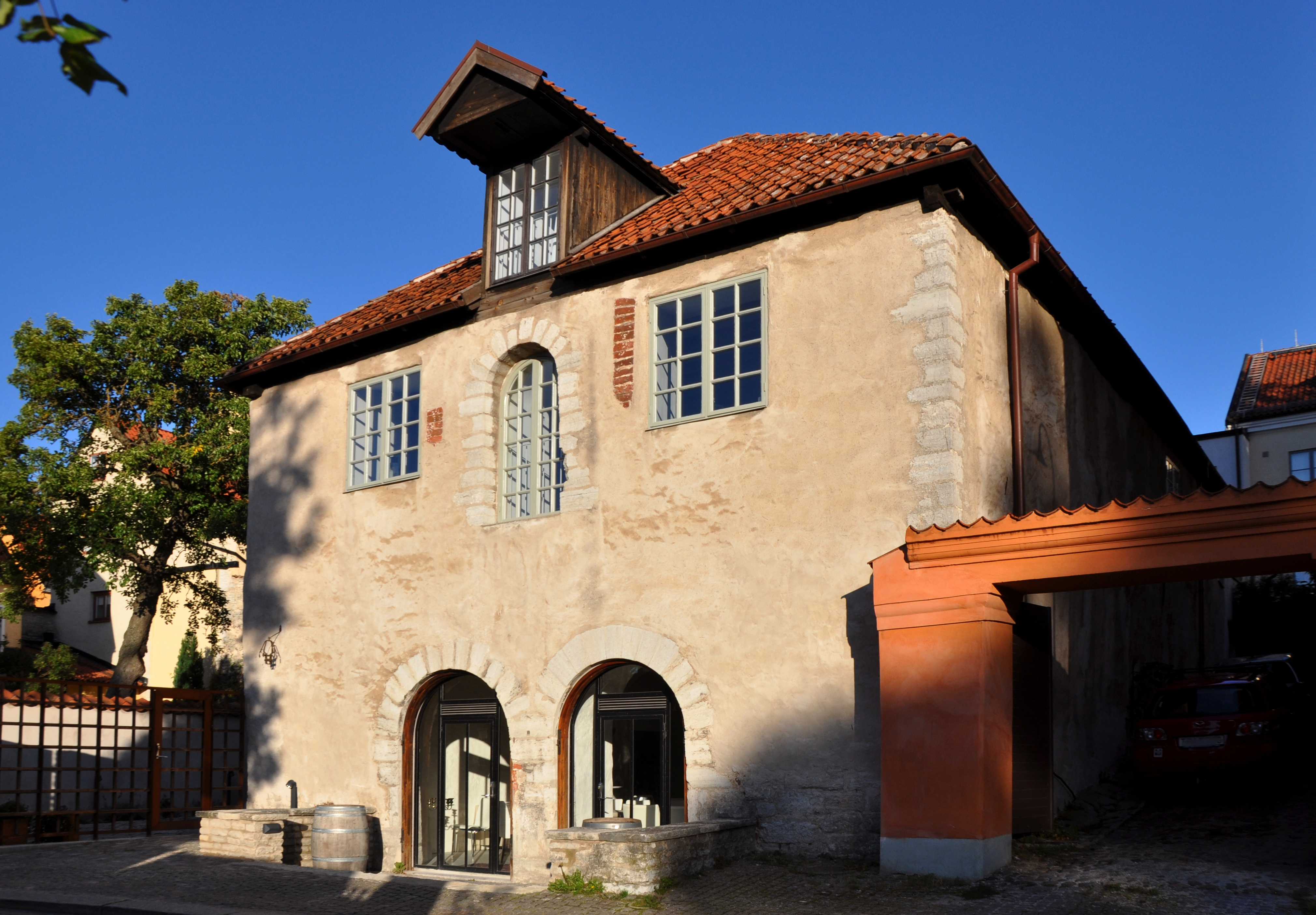
Det medeltida huset vid Strandgatan

Clematishuset är en byggnad vid Strandgatan 20 i Visby. 

## Byggnadshistoria
Den kan ha uppförts som ett packhus under 1200-talet. Huset består av två våningar och ett lertegeltäckt valmat mansardtak. Clematishuset blev av riksantikvarien förklarat som byggnadsminne 1966.

## Namn och ursprung
Namnet kommer från en stor klematis som i början av 1900-talet växte på fasaden mot Strandgatan. Klematisen dog under de stränga vintarna på 1940-talet. Namnet har annars växlat med de många olika ägarna. 
Den förste kände ägaren på 1690-talet var handlaren och bryggaren Petter Prysman. 1718 förvärvades gården av bryggaren och kämnären Conrad Peltzer och 1774 inköptes den av handlare och rådman Lorentz Säve. Senare inrymde byggnaden en tobaksfabrik och därefter en sockerfabrik. I början av 1800-talet var bröderna G M och J N Donner ägare, och från 1828 och under stor del av 1800-talet bedrev färgare Nils Holmberg färgeri i byggnaden. Rester av kantusmåleri från slutet av 1600-talet finns bevarade i bottenvåningens valv och på bjälkarna i ovanvåningens rum.

## Medeltidsveckan
Under Medeltidsveckan användes Clematishuset som medeltidskrog, där besökare kunde uppleva medeltida mat och atmosfär. Byggnaden var även hemvist för Medeltidsveckans kansli under flera år. Efter försäljningen 2009 har huset genomgått omfattande renoveringar och och har därefter använts som privat bostad och vinbar.